# Corinaldo
Corinaldo è un comune italiano di 4 756 abitanti della provincia di Ancona nelle Marche. Il borgo fa parte del circuito de I borghi più belli d'Italia.

## Geografia fisica
Corinaldo è situato nell'entroterra di Senigallia, dalla quale dista una ventina di km in direzione sud e sorge alla sommità di un colle sulla riva sinistra del fiume Nevola, a un'altitudine di 203 m s.l.m.
Dal capoluogo Ancona dista circa 50 km.
Confina a nord-ovest con la provincia di Pesaro e Urbino.

## Origini del nome
Il nome di Corinaldo deriva probabilmente da "Curia di Rinaldo", antico nome longobardo che il primo nucleo abitato doveva avere in epoca altomedievale. Quest'ipotesi è stata avanzata solo recentemente: precedentemente si credeva che il nome Corinaldo derivasse da "Corri in alto", ipotetica esclamazione che i cittadini romani superstiti dell'antica città romana di Suasa avrebbero pronunciato al momento di abbandonare la città romana distrutta, che si trova a fondovalle, per salire in una delle vicine colline, militarmente più difendibili, su cui poi avrebbero edificato il paese di Corinaldo. Altra ipotesi diffusa sull'origine del nome è che esso derivi da "Cor in alto". Queste due ipotesi, seppur suggestive, sono attualmente ritenute fantasiose e infondate.

## Storia
(Motto di Corinaldo)

### Origini
A proposito delle origini di Corinaldo, così scriveva, nei primi anni del XVII secolo, il frate domenicano Vincenzo Maria Cimarelli, storico, umanista, inquisitore del Santo Uffizio:
Storia e leggenda si alternano e si fondono nella "cronaca" del Cimarelli, desideroso di nobilitare la nascita della sua città dalle rovine della romana Suasa Senonum. Con tutta probabilità, la città di Corinaldo sorse agli inizi del secondo millennio, in seguito al diffuso fenomeno dell'incastellamento.

### Stemma
Lo stemma della città contiene una corona turrita, le chiavi incrociate di San Pietro e i sei colli. Su di esso è posta la frase Cineribus orta combusta revixi.

### Libertà e dominazioni
Arroccata tra i fiumi Cesano e Misa, tra Marca di Ancona e Stato di Urbino, si costituì in Libero comune alla fine del XII secolo. Nel corso del Duecento visse alterne vicende nella lotta fra Guelfi e Ghibellini. Per la sua posizione strategica, divenne presto un ambito avamposto conteso dai comuni limitrofi. Nel 1219 combatté contro Cagli, ma nel 1248 fu costretta a sottomettersi alla potente vicina Città Regia di Jesi, entrando a far parte dei suoi Castelli.
Nel 1291 le venne di nuovo riconosciuta l'autonomia comunale da papa Nicolò IV. Dunque Guelfa fino ai primi del '300, Corinaldo subì il fascino e poi la tirannia di un suo nobile concittadino di parte ghibellina, Nicolò Boscareto, vicario imperiale per nomina di Ludovico il Bavaro. La riconquista papale fu pesante: l'esercito pontificio di Innocenzo VI, guidato da Galeotto I Malatesta, la rase al suolo il 18 agosto 1360.

### Nuove mura, nuovi assedi
Corinaldo fu ricostruita letteralmente ex novo nel 1367, in seguito all'autorizzazione concessa da papa Urbano V, compresa l'attuale cinta muraria, nella quale figurano elementi fortificativi attribuiti al genio del celeberrimo architetto militare senese Francesco di Giorgio Martini. Ai Malatesta succedettero gli Sforza, e agli Sforza i Della Rovere, il cui spodestato duca di Urbino, Francesco Maria, tentò nel 1517 di annettere Corinaldo e le terre limitrofe al suo diretto dominio. Fu in quel frangente fu scritta una delle pagine storiche più belle ed esaltanti della comunità civica. Dopo ventitré giorni di assedio, i cittadini costrinsero il duca alla ritirata e il papa dell'epoca, Leone X, per la fedeltà mostrata, elevò Corinaldo al rango di città, dignità confermata da papa Pio VI con breve del 20 giugno 1786.

### Tempi moderni
Ma è nel '600 che Corinaldo si ingentilì nelle forme architettoniche e nel costume, arricchendosi dell'opera e dell'ingegno di pregevoli artisti.
Le famiglie nobili eressero nuove ed eleganti dimore, segno di un accresciuto e diffuso benessere.
Si svilupparono le arti e i mestieri, si strinsero nuovi rapporti economici, politici e culturali.
Ma non furono solamente i palazzi gentilizi a contrassegnare l'ordito architettonico della città e in particolare del centro storico: videro progressivamente la luce anche monumentali edifici civili e religiosi, ancora oggi visibili e perfettamente conservati, quali fra gli altri la chiesa del Suffragio dalla caratteristica pianta ottagonale, eretta sul vecchio mastio, la chiesa dell'Addolorata, quella di Sant'Anna (patrona di Corinaldo) e il santuario ora intestato a santa Maria Goretti, che in questa città nacque il 16 ottobre 1890.
Palazzi e chiese, splendidi esempi di architettura civile e religiosa, costituiscono preziosi custodi di apprezzabili opere d'arte.
Il Seicento e il Settecento, in particolare, furono secoli di intenso sviluppo artistico della città, grazie alla presenza e all'opera di figure di ingegno, tra le quali il pittore Claudio Ridolfi, che a Corinaldo visse a lungo e morì, l'organaro Gaetano Callido, che alla cittadina lasciò due strumenti musicali di eccezionale fattura, uno dei quali funzionante e il secondo in restauro, dono del Callido alla figlia monaca di clausura proprio a Corinaldo, in quegli stessi ambienti che oggi accolgono la civica pinacoteca.

#### La tragedia della discoteca
Nel 2018 Corinaldo fu teatro di un tragica vicenda di cronaca nera, la strage avvenuta della discoteca Lanterna Azzurra: all'una di notte dell'8 dicembre, una moltitudine di gente presente nel locale si diede a una precipitosa fuga per sfuggire agli effetti di uno spray urticante spruzzato dolosamente all'interno del locale e si accalcò all'uscita sul retro del locale; molte persone precipitarono per il cedimento della  balaustra posta sulla rampa d’emergenza: il bilancio fu di 6 morti e 59 feriti.

## Monumenti e luoghi d'interesse

### Architetture religiose

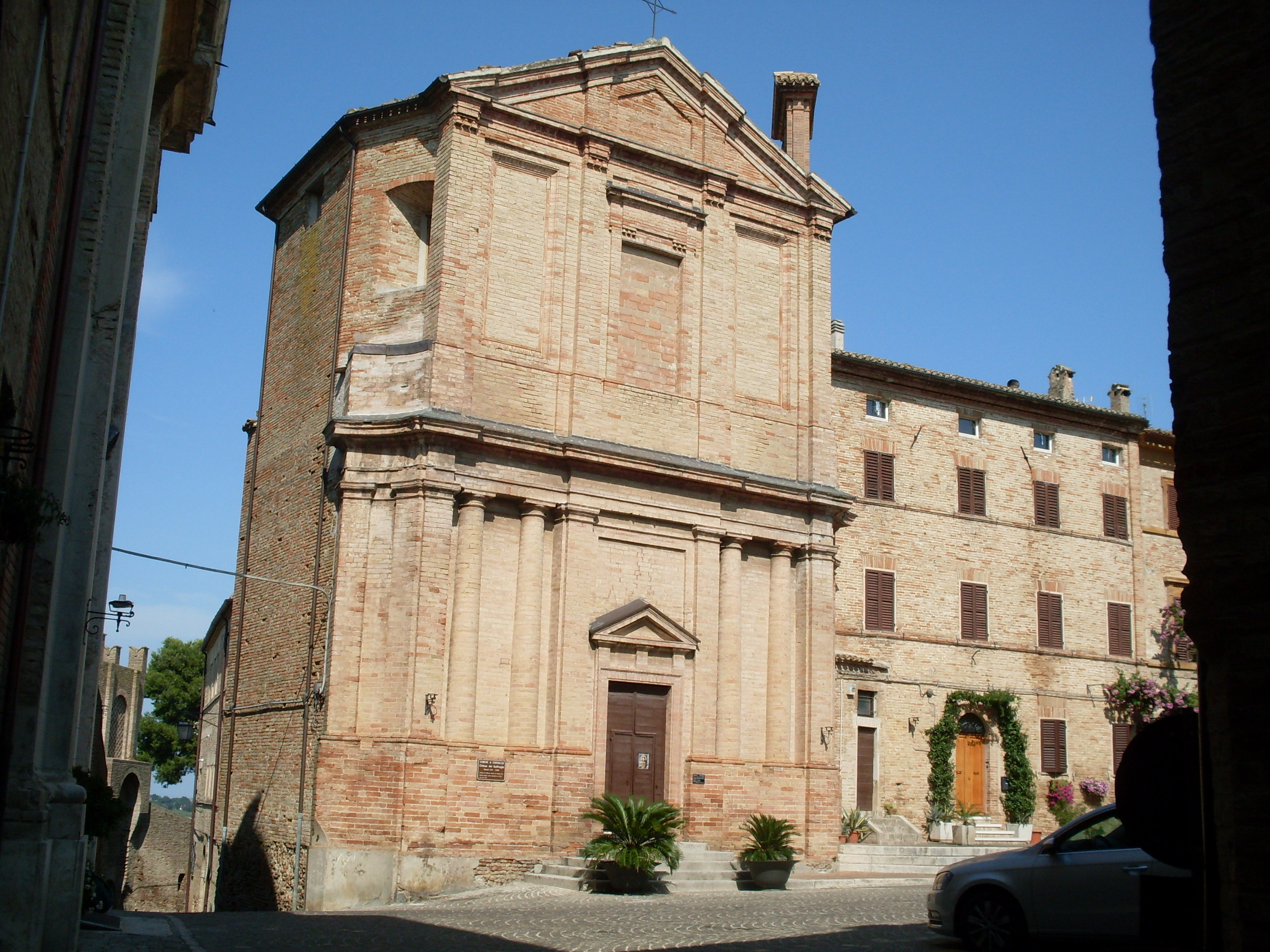
La chiesa del Suffragio

Chiesa di Santa Maria del Suffragio
Edificata sul sito di un antico torrione difensivo del Cassero, fortificazione appartenente alla cinta muraria della città di Corinaldo; il nucleo originario risale al 1640, costruito per volontà della confraternita di Santa Maria del Suffragio e del capitano Pier Agostino Orlandi che, allo scopo, donò parte del terreno sul quale sorgeva la propria abitazione. Dopo la ristrutturazione, attribuita a Francesco Maria Ciaraffoni, venne riaperta al culto nel 1779. La facciata, realizzata interamente in cotto, è ispirata alla romana chiesa dei Santi Luca e Martina: ne richiama decisamente il motivo d’ispirazione michelangiolesca delle colonne incassate e affiancate da solide paraste. L’ordine dorico descrive la parte inferiore del prospetto; al centro, chiuso entro due alte paraste si apre il portale, semplice e immediato, la cui cornice – secondo un tipico schema tardo settecentesco – è sostenuta da tre mensole lisce. L’ordine superiore è piuttosto scarno e privo di una definizione ben definita, distaccandosi nettamente dalla facciata di Pietro da Cortona: è composto unicamente da paraste, specchiature variamente sagomate e da una cornice architravata d’impostazione ionica che ne segue l’andamento. Elementi di nota sono le tre gocce poste in corrispondenza di ogni parasta ad ornamento della cornice architravata e un’ampia finestra, successivamente tamponata, che nell'assemblaggio – architrave liscio e targa sostenuta da gocce – rammenta, ma con un atteggiamento più elementare, le stesse del palazzo comunale, ricostruito dal medesimo architetto nello stesso periodo di ristrutturazione della chiesa. Il timpano a coronamento, di forma triangolare, è fratto in maniera non dissimile da quello di Santa Susanna a Roma di Carlo Maderno. A pianta ellissoidale, il sobrio interno della chiesa, ornato da lesene corinzie e nicchie custodite entro coppie di colonne con scanalature e capitelli indorati, si sviluppa in modo tale che l’asse maggiore appaia trasversale rispetto alla facciata. Sopra un breve tamburo, con pilastrini e mensole sostenute da teste di puttini alati, la volta della cupola è a cassettoni decorati da rosette e inframmezzata da quattro unghie in cui si aprono oculi contornati da ghirlande e cornici dalle estremità arricciate; assente la lanterna. La pavimentazione in cotto, dalla bicromia, ne ripropone il disegno.
Chiesa dell'Addolorata

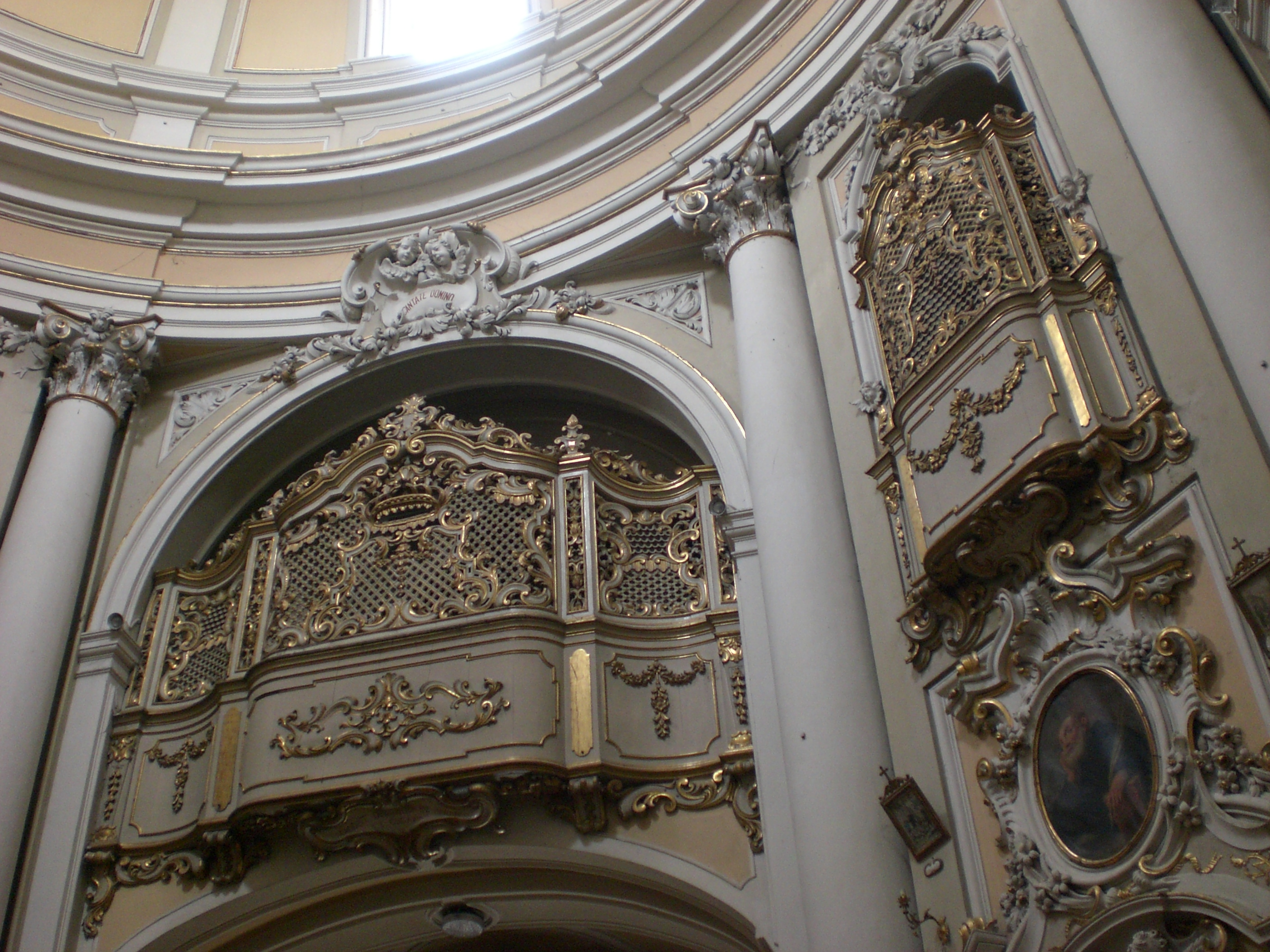
Particolare dell'interno rococò della Chiesa dell'Addolorata

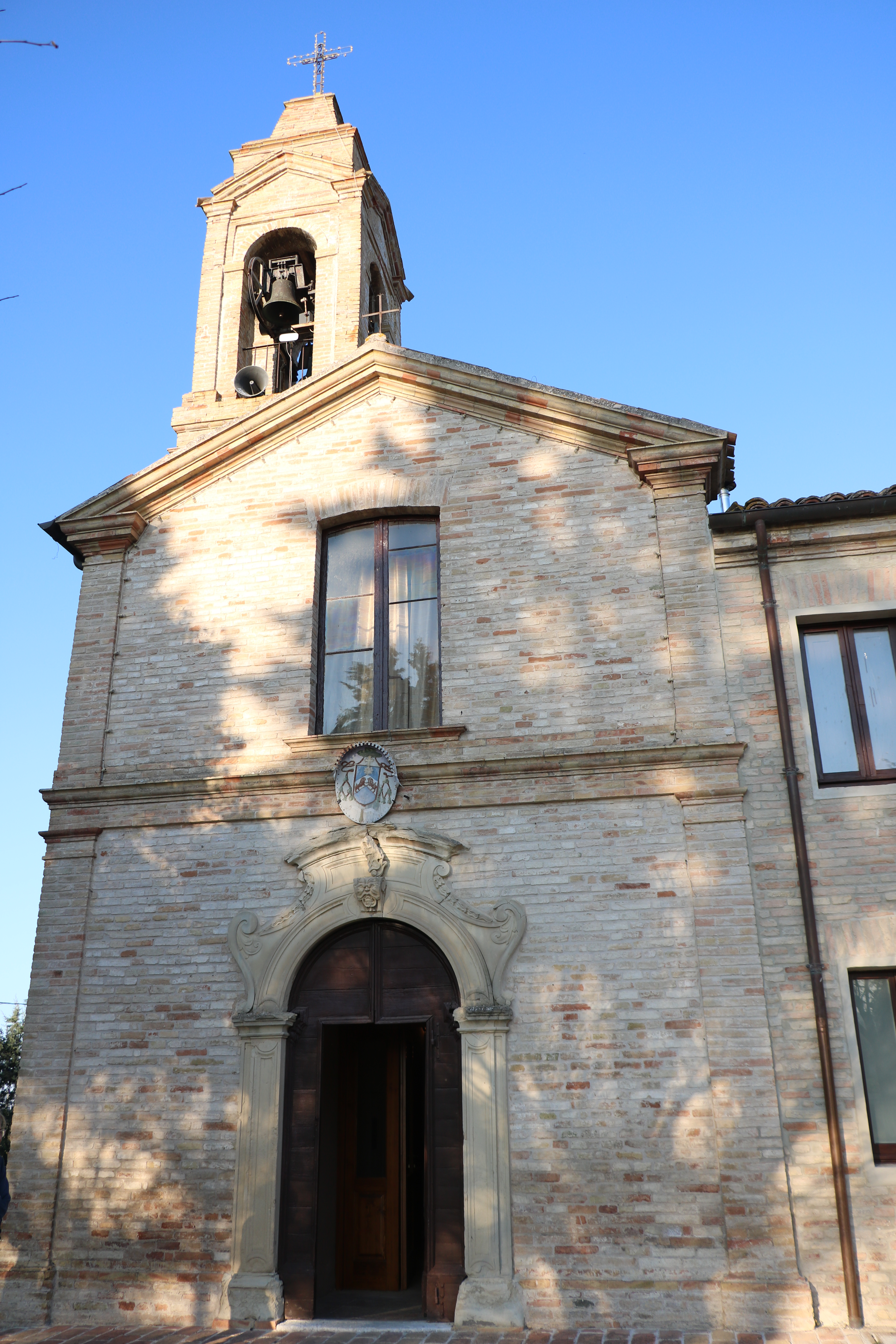
Chiesa della Madonna del Piano

A ridosso delle mura, venne eretta su edifici precedenti fra il 1740 e il 1755. La facciata fu rifatta nel 1925, conserva arredi rococò e la sottostante cripta dedicata alla nativa santa Maria Goretti;
Chiesa già di Sant'Agostino
Attualmente Santuario di Santa Maria Goretti è accompagnata da un ex convento. È un complesso del XVII-XVIII secolo dominante il nucleo cittadino; l'alto campanile ha la cuspide ispirata al campanile della chiesa del Santissimo Sacramento di Ancona, a loro volta mutuate dalla borrominiana lanterna di Sant'Ivo alla Sapienza di Roma;
Campanile della chiesa di San Pietro
La chiesa è stata demolita, ne rimane solamente il campanile rimaneggiato nel XVIII secolo.
Chiesa parrocchiale di San Francesco d'Assisi
Del XVIII secolo, architetto Andrea Vici. Si trova fuori dal nucleo murato, la facciata è incompiuta. L'interno è strutturato con cappelle laterali e cupola e conserva due dipinti del veronese Claudio Ridolfi.
Chiesa della Madonna del Piano
Si trova nella località omonima, è l'antico monastero di Santa Maria in Portuno.
Casa natale di Santa Maria Goretti.

### Architetture civili
La piaggia e il Pozzo della Polenta

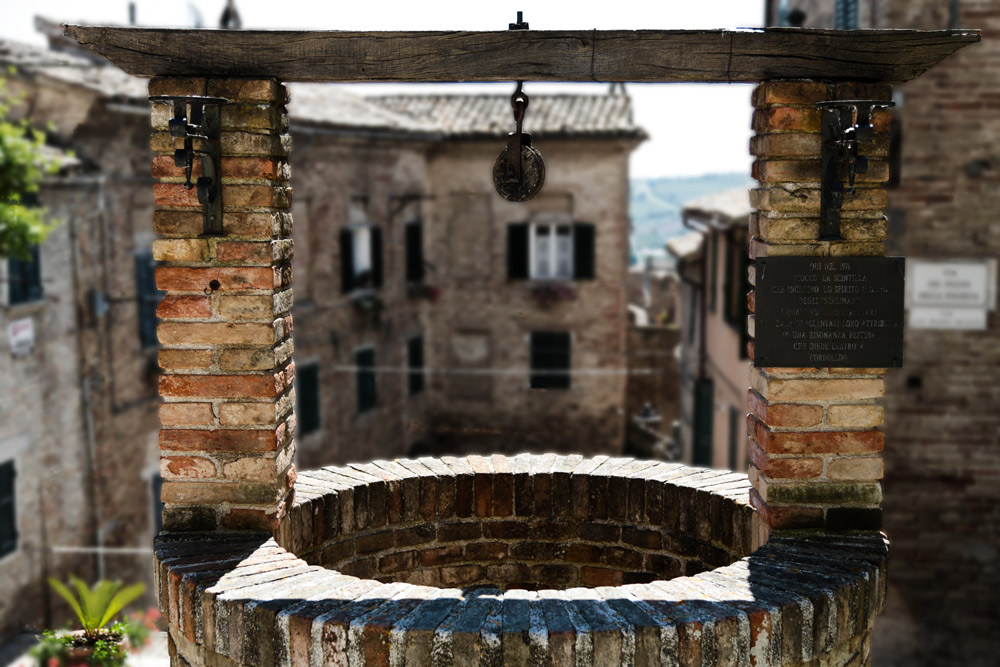
Pozzo della Polenta di Corinaldo

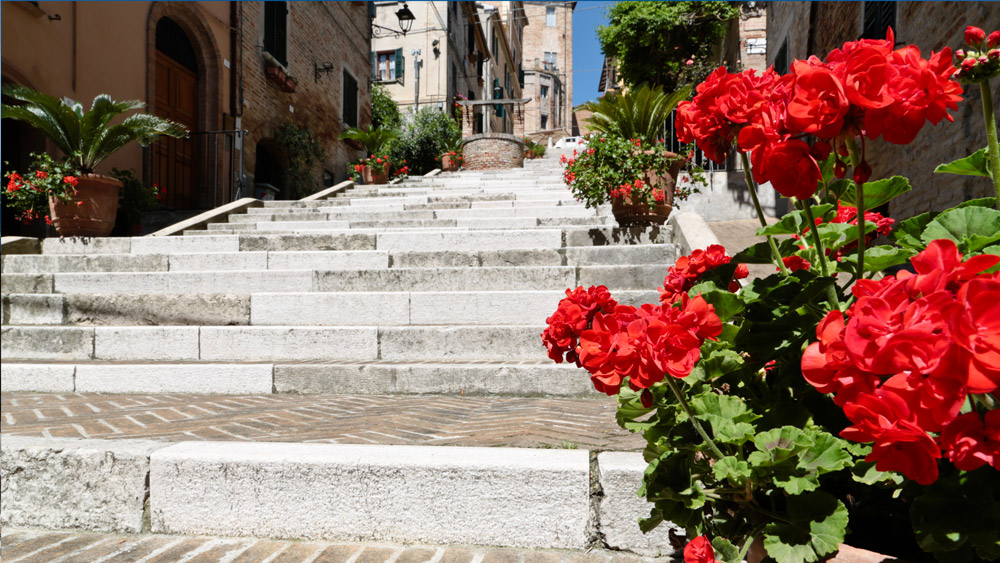
La scalinata del "Pozzo della Polenta"

Posto al centro di via La Piaggia, il Pozzo della Polenta fu fatto costruire nella seconda metà del '400 dal tiranno di Corinaldo Antonello Accattabriga per approvvigionare le abitazioni limitrofe e successivamente interrato con la ristrutturazione della scalinata nei primi anni del ‘900. Venne ricostruito nel 1980 a scenografia della Contesa del Pozzo della Polenta che ogni anno rievoca la caduta del sacco di farina nel pozzo. È un’antica diceria che i corinaldesi usassero fare la “polenta nel pozzo”. La verità è che in tempi oramai lontani un uomo salì la bellissima, quanto lunga, scalinata del paese (via La Piaggia) con un sacco di farina di granoturco sulle spalle; giunto nei pressi del pozzo, sfinito, appoggiò il sacco sul bordo per riprendere fiato.
Per colmo di sfortuna, il sacco cadde all’interno del pozzo. Il pover’uomo, nel tentativo di recuperarlo, si calò nel pozzo e ciò non passò inosservato alle pettegole di paese che, non vedendolo riaffiorare, incominciarono a dire che si stava mangiando la polenta nel pozzo. Alcune giurarono di aver visto buttare anche delle salsicce di maiale nel pozzo.
La diceria che voleva far passare i corinaldesi come “picchiatelli” e “polentari” superò in breve i confini dell’intera regione. Da “picchiatelli” a geniali il passo è breve. La storiella è presto diventata lo spunto per l’annuale rievocazione storica, in costumi del Cinquecento, “La Contesa del Pozzo della Polenta” che, iniziata alla fine degli anni ’70, si svolge la terza domenica di luglio ed è la più antica rievocazione storica della provincia di Ancona.

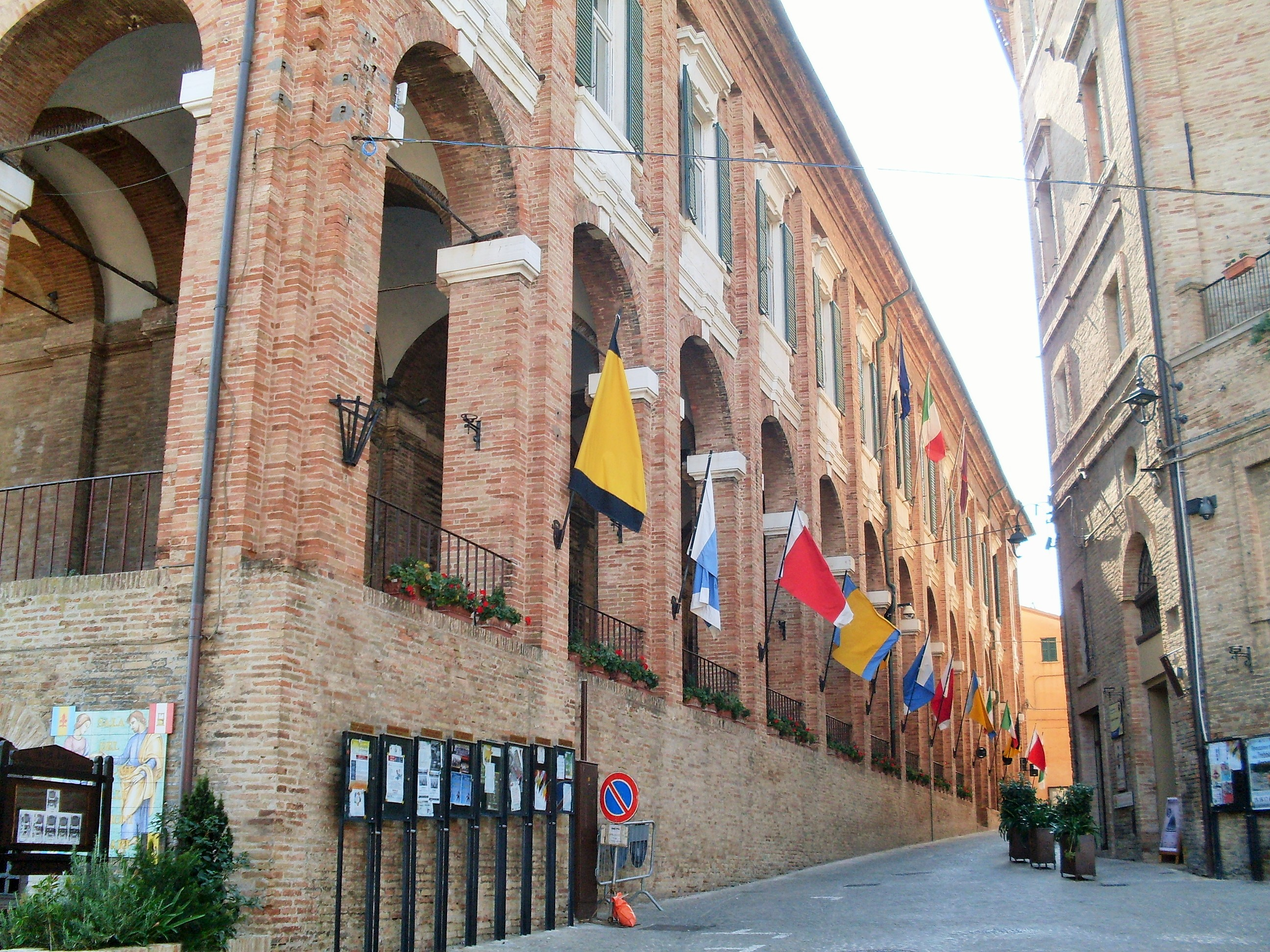
Palazzo comunale
Sorge sul luogo dove originariamente ne era situato un altro, dalle medesime funzioni, di stile rinascimentale. Realizzato da Francesco Maria Ciaraffoni tra il 1784 e il 1791 in mattoni e pietra d’Istria, è un edificio a due piani dalla disarmante semplicità, indice del volgere dell’epoca barocca verso le chiare forme del neoclassicismo: contraddistinto da sottili e vertiginose lesene, queste inquadrano tredici arcate, ognuna della medesima ampiezza, a cui sono sovrapposte finestre poggiate su piedistalli. I finimenti in pietra delle porte e di varie aperture del pian terreno non sono mai stati realizzati. Come le imposte degli archi, sagomate solamente da massicce gole rovesce e fasce, anche la fascia marcapiano dal disegno di un architrave a due fasce si propone con energica robustezza quasi minimalista. Intensi i blocchi bianchi delle finestre e dei relativi piedistalli; gli architravi delle finestre sono lisci e i sottili controarchitravi salgono senza interruzione verso le cornici a coronamento prive di frontoni. Elemento di spicco sono delle targhe modanate e con gocce, poste sopra gli architravi, che inclinandosi leggermente in avanti sembrano quasi rovesciarsi sulla strada; queste forme sono una personale citazione dell’architetto, che riprende così il motivo vanvitelliano che adorna il portale della cappella di Rocca Priora a Falconara Marittima. Il cantonale, composto di un quarto di lesena, e le scattanti lesene avanzate ai lati rientrano in questa poetica spigolosa. La partitura dell’esterno risulta ben ritmata e mostra, nonostante le offensive del neoclassicismo, ormai imperante nel tardo Settecento, ancora potenti effetti chiaroscurali.
Teatro comunale "Carlo Goldoni"

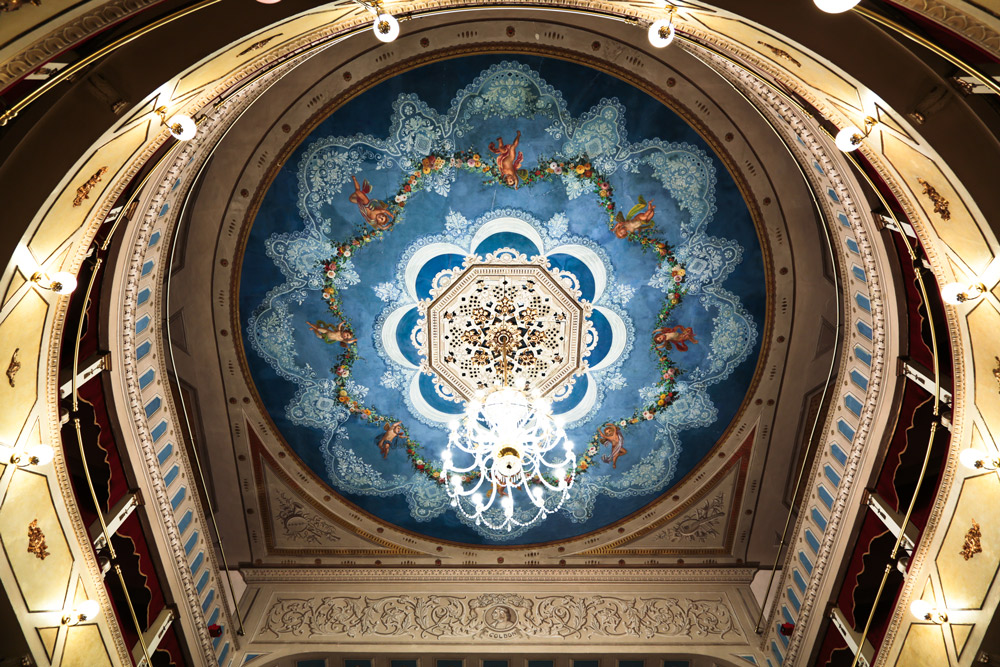
Rosone del Teatro Goldoni di Corinaldo

il teatro comunale Carlo Goldoni venne costruito tra il 1861 e il 1869 in sostituzione del vecchio e non più adeguato Teatro del Sole nascente, innalzato nei lontani anni 1736 -1752 su disegno del fabrianese Angelo Birza. L’attuale struttura fu ideata da Alessandro Pasqui di Firenze, ma sul suo progetto intervennero anche gli ingegneri Francesco Fellini e Achille Buffoni. Al termine dei lavori il nuovo teatro risultò assai spazioso e funzionale. Secondo il disegno del Quagliani fu anche predisposto un ingegnoso dispositivo capace di rendere mobile la platea, che veniva abbassata in occasioni di rappresentazioni teatrali e innalzata sino a creare un unico palco col palcoscenico per feste da ballo e veglioni mascherati. Dopo il restauro del 2006 perde definitivamente tutti i suoi marchingegni, dall’elevazione della platea alle macchine di scena. Vari i personaggi, le compagnie e le formazioni musicali che si sono succedute nel tempo sul palcoscenico del Goldoni. Oggi ospita nel corso dell’anno residenze, produzioni musicali, ricche stagioni teatrali, rassegne di teatro per ragazzi e compagnie amatoriali.
Palazzo Cesarini-Romualdo
Del secolo XVII, con cantonali e mostre delle finestre in arenaria, in stato di avanzato degrado.

### Architetture militari
Mura di Corinaldo

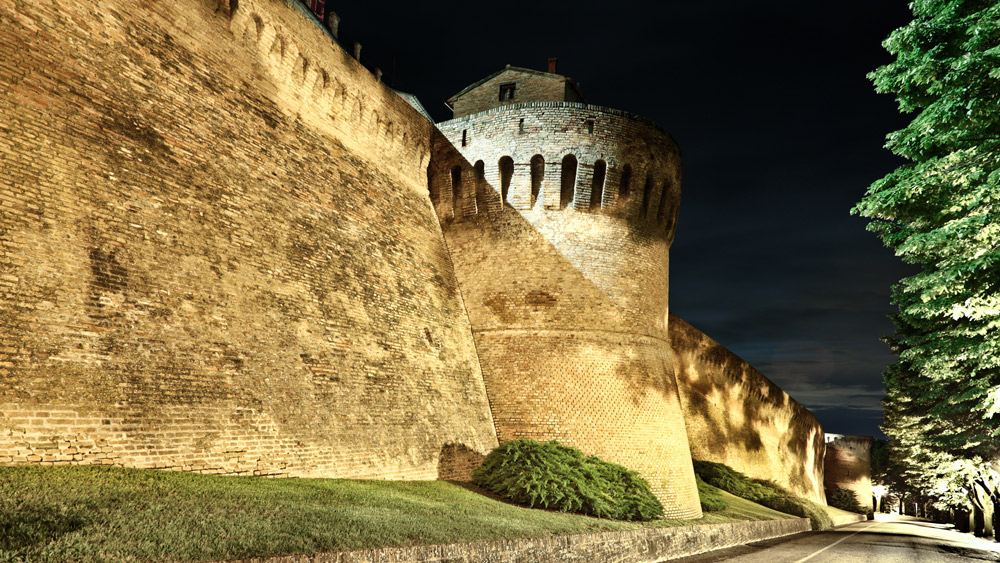
Torrione della Rotonda - Veduta delle mura di Corinaldo

Sono lunghe circa 912 metri e costituiscono la più imponente cinta muraria medievale intatta della regione Marche. Rappresentano il simbolo della città di Corinaldo. Si compongono di:
- Mura orientali: Porta di Santa Maria del Mercato, Torre dello Scorticatore, Camminamento.
- Mura occidentali: Porta Nova, i Landroni, Torre della Rotonda, Torre del Calcinaro, Torre del Mangano.
- Mura settentrionali: Porta San Giovanni, Torre dello Sperone, Viale dietro le monache.

### Aree archeologiche
- Santa Maria in Portuno

## Società

### Evoluzione demografica
Abitanti censiti

## Economia

### Turismo
Centro abitato nella lista "I borghi più belli d'Italia", è stato scelto come Borgo più bello d'Italia nel 2007. Per l'eccellenza dell'offerta turistica e ambientale, è anche un borgo Bandiera arancione del Touring Club Italiano.

## Cultura

### Musei
- Civica raccolta d'arte Claudio Ridolfi : La pinacoteca di Corinaldo, aperta al pubblico nel 1996, ha oggi sede in alcuni degli spazi dell'ex convento dei Padri eremitani dell'ordine di Sant'Agostino, con un allestimento rinnovato nel 2012. La raccolta artistica comunale è stata costituita in gran parte in seguito alla soppressione degli ordini religiosi e al successivo incameramento dei loro beni. La raccolta corinaldese, proprio per la sua origine, assume la connotazione di museo di Arte Sacra e comprende non solo numerosi dipinti di esclusivo soggetto religioso, ma anche preziose suppellettili di culto attinenti alle cosiddette “arti minori”. In particolare vanno ricordati diciotto splendidi reliquiari a busto in legno scolpito e dipinto, opera raffinatissima di intagliatori siciliani dei primi anni del Seicento. Assieme ad essi è una bella croce processionale in argento sbalzato, datata 1615, e proveniente dall'ex complesso agostiniano insieme a molti dei dipinti esposti. A questi si sono aggiunte pale d'altare recuperate da chiese demolite nel corso dell'Ottocento (Santa Maria di Piazza, San Rocco, San Pietro Apostolo) e, infine, tele in deposito da altre chiese corinaldesi (dall'Addolorata e dalla chiesa dedicata ai Santi Lorenzo e Ippolito presso la Villa Cesarini). Nella pinacoteca sono conservate opere di Ercole Ramazzani, di Gaspare Gasparini, di Claudio Ridolfi, di Domenico Peruzzini, di Giuseppe Marchesi e di altri artisti dei secoli XVII e XVIII.  All'interno della pinacoteca, oltre alle opere di arte sacra, si trova anche la Collezione d'arte Nori de' Nobili, visitabile con lo stesso biglietto d'ingresso. Per volontà testamentaria della sorella Bice infatti, i comuni di Corinaldo e Trecastelli sono diventati proprietari delle circa milleduecento opere dell'artista Nori de' Nobili, dando vita a due differenti esposizioni permanenti (a Trecastelli nel 2012 è stato inaugurato un museo intitolato all'artista). Eleonora de' Nobili, in arte Nori, nasce a Pesaro il 16 dicembre 1902 e trascorre la sua giovinezza tra la casa di Pesaro e la “Villa delle cento finestre” a Brugnetto di Ripe. La forte passione per l'arte figurativa la seguirà fino alla morte avvenuta in una clinica psichiatrica di Modena il 2 giugno 1968. Durante la sua vita, soprattutto nel periodo in cui risiede a Firenze, tra gli anni '20 e '30 del 1900, entra in contatto con tutte le correnti artistiche dell'epoca, assorbendone stimoli e suggestioni e dando origine ad una produzione artistica di altissimo livello.
- Sala del costume e delle tradizioni popolari: vi sono custoditi i migliori e i più maestosi abiti che sono realizzati ogni anno dalle sartorie dell'associazione, appositamente ed annualmente per la rievocazione storica "Contesa del Pozzo della Polenta", che si tiene il terzo fine settimana di luglio, e rappresentano i Duchi di Urbino venuti in visita a Corinaldo nel 1517 per premiare questa cittadina per aver resistito ad un assedio durato 21 giorni - ne parla anche il Guicciardini - che ha visto sconfitto e costretto ad andarsene lo spodestato duca di Urbino Francesco Maria I Della Rovere.

### Manifestazioni

#### Festa dei Folli
È un fantasioso evento organizzato dal Gruppo Storico Città di Corinaldo "Combusta Revixi"; tra le bizzarre iniziative il rilascio di un "Passaporto da Matto".

#### Contesa del Pozzo della Polenta
Il noto pozzo che si trova a metà della scalinata di 109 gradini nel centro del borgo è detto "pozzo della Polenta" in ricordo di una leggenda che narra di un contadino che si sedette sul bordo del pozzo per riposarsi durante la dura salita e inavvertitamente cadde al suo interno. Il sacco di farina che trasportava si mescolò all'acqua e il contadino disperato gridò aiuto a gran voce, facendo accorrere numerose persone che, dall'alto del pozzo, gli dissero di non disperare e di preparare una bella polenta che tutti successivamente mangiarono facendo gran festa.
La contesa del pozzo della Polenta è la più antica rievocazione storica della provincia di Ancona; rievoca la vittoria riportata dai corinaldesi nel 1517 contro l'esercito dello spodestato duca di Urbino Francesco Maria I della Rovere che per venti giorni aveva assediato senza successo la fortificazione di Corinaldo (il Guicciardini, nella sua opera Storia d'Italia, dice che "... solo Ascoli Piceno e Corinaldo resistettero all'esercito di Francesco Maria...").
Nel centro storico del paese centinaia di figuranti in costumi d'epoca fanno da supporto alla rappresentazione, che culmina nella consegna del palio assegnato al rione vincitore delle diverse gare, quali il gioco della campana, il palio degli arcieri, la giostra dei cavalieri e altre gare rionali.

## Amministrazione

Il gonfalone comunale

| Periodo           | Periodo          | Primo cittadino                   | Partito | Carica  | Note  |
| ----------------- | ---------------- | --------------------------------- | ------- | ------- | ----- |
| 15 settembre 1860 | 31 dicembre 1861 | Giovanbattista Orlandi            |         | Sindaco |       |
| 1º gennaio 1862   | 23 luglio 1864   | Trifone Pasqualini                |         | Sindaco |       |
| 8 febbraio 1867   | 6 agosto 1870    | Giovanbattista Orlandi            |         | Sindaco |       |
| 1º novembre 1871  | 15 luglio 1879   | cav. Mario Rossi                  |         | Sindaco |       |
| 23 settembre 1880 | 4 novembre 1889  | Filippo Berardi                   |         | Sindaco |       |
| 1º febbraio 1890  | 22 agosto 1890   | Giacomo Cesarini                  |         | Sindaco |       |
| 18 novembre 1890  | 29 marzo 1896    | conte cav. Pompeo Perozzi         |         | Sindaco |       |
| 29 agosto 1896    | 22 luglio 1902   | cav. Italiano Angeloni            |         | Sindaco |       |
| 26 marzo 1903     | 7 gennaio 1904   | ing. Luca Cesarini                |         | Sindaco |       |
| 7 luglio 1904     | 9 maggio 1906    | Clemente Rossi Ricci              |         | Sindaco |       |
| 15 novembre 1906  | 28 luglio 1908   | Giacomo Amati                     |         | Sindaco |       |
| 28 luglio 1908    | 25 maggio 1914   | cav. Italiano Angeloni            |         | Sindaco |       |
| 4 agosto 1914     | 19 ottobre 1915  | Cesare Cesarini                   |         | Sindaco |       |
| 4 novembre 1915   | 12 dicembre 1922 | cav. Adriano Sandreani            |         | Sindaco |       |
| 1º luglio 1923    | 19 giugno 1924   | Leone Torelli                     |         | Sindaco |       |
| 22 giugno 1924    | 3 febbraio 1926  | gen. Attilio Mattioli             |         | Sindaco |       |
| 3 febbraio 1926   | 9 dicembre 1926  | conte Alessandro Cesarini Duranti |         | Sindaco |       |
| 27 marzo 1928     | 15 febbraio 1930 | Corrado Brunori                   |         | Podestà |       |
| 23 maggio 1930    | 15 ottobre 1931  | cav. Adriano Sandreani            |         | Podestà |       |
| 13 febbraio 1932  | 13 febbraio 1936 | cav. geom. Antonio Loccarini      |         | Podestà |       |
| 27 maggio 1936    | 26 febbraio 1938 | dott. ing. Luigi Venturoli        |         | Podestà |       |
| 26 febbraio 1938  | 25 febbraio 1942 | ten. col. conte cav. Gino Augusti |         | Podestà |       |
| 1º gennaio 1943   | 10 agosto 1943   | conte Alessandro Cesarini Duranti |         | Podestà |       |
| 14 agosto 1944    | 25 novembre 1944 | avv. Arnaldo Ciani                |         | Sindaco |       |
| 25 novembre 1944  | 14 novembre 1945 | prof. arch. Antonio Dominici      |         | Sindaco |       |
| 14 novembre 1945  | 18 marzo 1946    | Domenico Battistini               |         | Sindaco |       |
| 18 marzo 1946     | 7 giugno 1951    | comm. rag. Domenico Cacciani      |         | Sindaco |       |
| 7 giugno 1951     | 11 giugno 1956   | cav. Dino Poeta                   |         | Sindaco |       |
| 11 giugno 1956    | 30 giugno 1958   | prof. Sergio Mineo                |         | Sindaco |       |
| 30 giugno 1958    | 23 novembre 1960 | cav. Giovanni Sartini             |         | Sindaco |       |
| 23 novembre 1960  | 7 agosto 1975    | cav. Giuseppe Scattolini          |         | Sindaco |       |
| 8 agosto 1975     | 16 febbraio 1981 | dott. Fabio Ciceroni              |         | Sindaco |       |
| 16 febbraio 1981  | 22 novembre 1982 | dott. Ennio Lenci                 |         | Sindaco |       |
| 23 novembre 1982  | 22 luglio 1985   | dott. Fabio Ciceroni              |         | Sindaco |       |
| 23 luglio 1985    | 6 dicembre 1988  | Erminio Giancamilli               |         | Sindaco |       |
| 24 dicembre 1988  | 28 marzo 1989    | Ilario Taus                       |         | Sindaco |       |
| 29 marzo 1989     | 18 luglio 1989   | dott. Fabio Costantini            |         | Sindaco |       |
| 19 luglio 1989    | 12 giugno 1994   | Stefano Fabrizi                   |         | Sindaco |       |
| 13 giugno 1994    | 26 giugno 2002   | dott. Luciano Antonietti          |         | Sindaco |       |
| 27 giugno 2002    | 26 maggio 2012   | rag. Livio Scattolini             |         | Sindaco |       |
| 7 maggio 2012     | 12 giugno 2022   | Matteo Principi                   |         | Sindaco |       |
| 13 giugno 2022    | in corso         | Gianni Aloisi                     |         | Sindaco | [ 1 ] |

### Gemellaggi
- Arcore, per il sottotenente Alfonso Casati, Medaglia d'Oro al Valor Militare alla memoria, sepolto nel mausoleo della sua famiglia in Muggiò (provincia di Monza e Brianza)
- Nettuno, per santa Maria Goretti
- San Benedetto dei Marsi

## Sport

### Calcio
Il Corinaldo disputa attualmente il campionato di Seconda Categoria. I colori sociali sono bianco e blu.
La Virtus Corinaldo disputa il campionato di Terza Categoria.

### Calcio a 5
A Corinaldo è presente una squadra di calcio a 5, che gioca al Palanevola. L'Asd Corinaldo Calcio a 5 milita nel campionato di Calcio a 5 Nazionale A2.